# OG Keemo

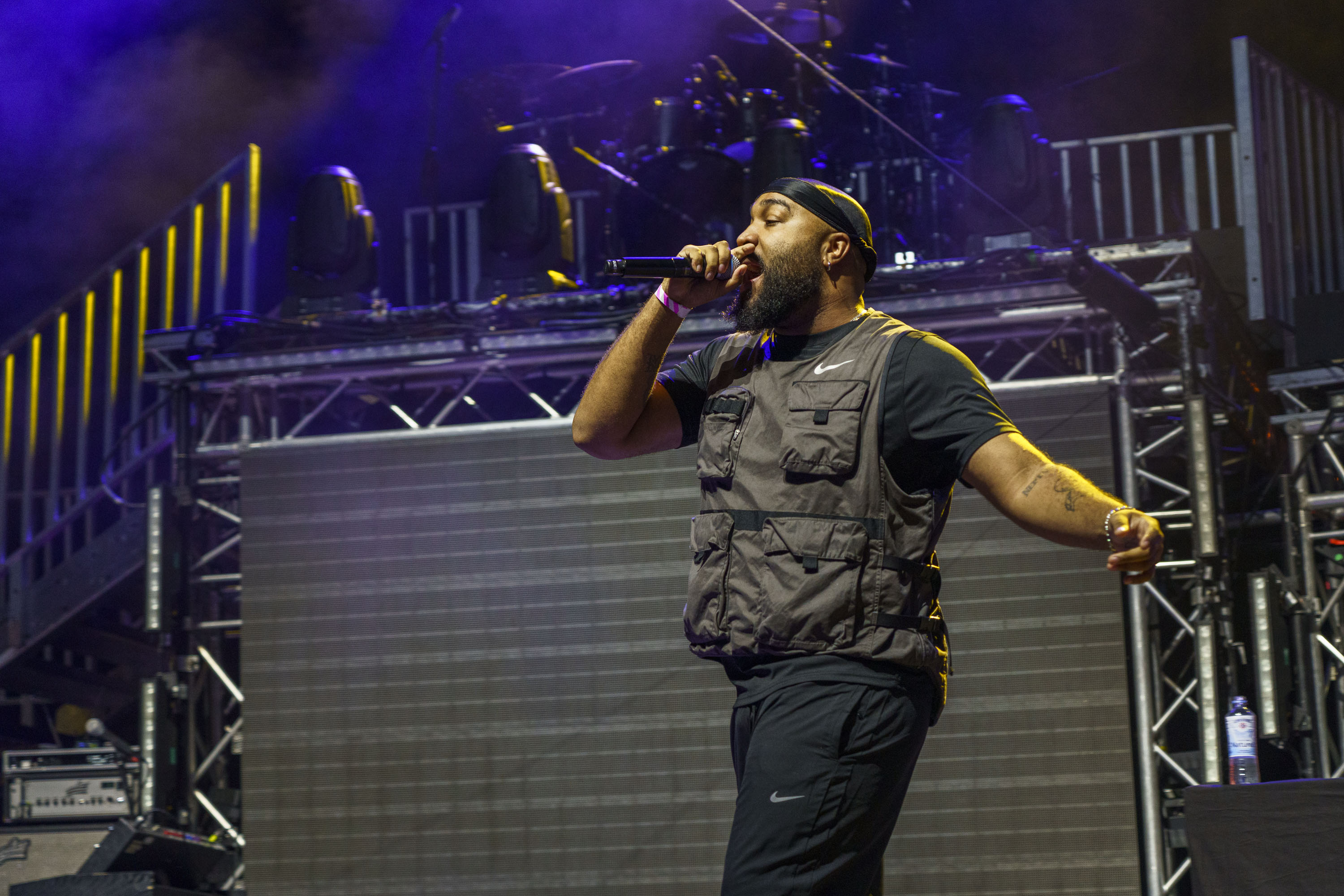
OG Keemo (2022)

OG Keemo (* 1993 in Mainz als Karim Joel Martin) ist ein deutscher Rapper.

## Leben

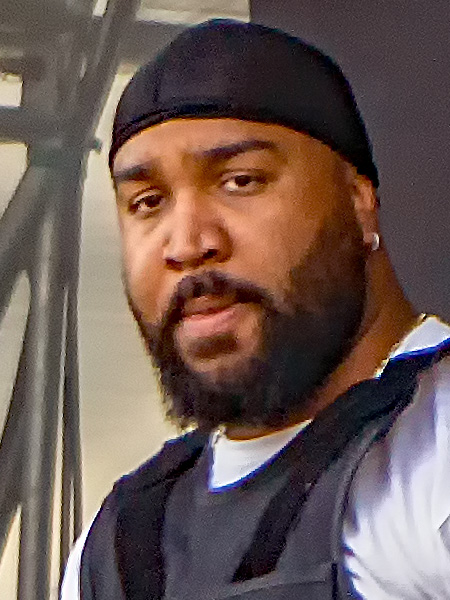
OG Keemo auf dem Kosmonaut Festival 2019

Karim Joel Martin wurde in Mainz als Sohn eines sudanesischen Vaters geboren. Nach der Trennung seiner Eltern zog er mit seiner Mutter und seiner jüngeren Schwester zunächst nach Bayreuth. Später lebte er in Heidelberg, Mannheim und erneut in Mainz, bevor er sich endgültig in Mannheim niederließ.
Mit seinen Freunden Funkvater Frank, Biño, Inu und Mo gründete er die Zonkeymobb-Gang und veröffentlichte erste Musikstücke über einen Kanal bei SoundCloud. In den folgenden zwei Jahren stieg die Hörerzahl des Kanals massiv an. Im September 2017 nahm ihn das Stuttgarter Label Chimperator Productions unter Vertrag. Im Oktober erschien die EP Neptun. Im Herbst 2018 veröffentlichte er sein Debüt-Tape Skalp. Im November 2019 erschien das Album Geist. Im Januar 2022 erschien das Album Mann beißt Hund.

## Diskografie (Auswahl)
Studioalben
- 2019: Geist (Chimperator Productions)
- 2022: Mann beißt Hund (Chimperator Productions)

EPs und Mixtapes
- 2017: Neptun (Chimperator Productions)
- 2018: Skalp (Chimperator Productions)
- 2019: Otello EP (Chimperator Productions)
- 2022: Was wäre wenn (Chimperator Productions)
- 2024: Fieber (Chimperator Productions)

Singles
- 2017: Kobe (Chimperator Productions)
- 2017: Distanz (Chimperator Productions)
- 2018: 25/8 (Chimperator Productions)
- 2018: Audio Archiv (Chimperator Productions)
- 2018: Neptun (Chimperator Productions)
- 2018: Trap (Chimperator Productions)
- 2019: 216 (Chimperator Productions)
- 2019: Geist (Chimperator Productions)
- 2019: Zinnmann (Chimperator Productions)
- 2020: Malik (Chimperator Productions)
- 2021: Glakky Freestyle (Chimperator Productions)
- 2021: Blanko (mit Kwam E; Chimperator Productions)
- 2021: Regen (Chimperator Productions)
- 2022: Civic (Chimperator Productions; #8 der deutschen Single-Trend-Charts am 14. Januar 2022[7])[Anm. 1]
- 2022: Mach kaputt (Schmyt feat. OG Keemo; #1 der deutschen Single-Trend-Charts am 29. April 2022[8])
- 2023: Fieber (Chimperator Productions)
- 2023: Pimpsport Interlude (Chimperator Productions)
- 2023: Bee Gees (mit Levin Liam; #8 der deutschen Single-Trend-Charts am 15. Dezember 2023[9])

Freetracks
- 2019: Gargoyle

Anmerkungen
1. ↑  Dieses Lied erschien nicht als Single, konnte aber wegen der Bereitstellung zu Download und Streaming durch das Album eine Chartplatzierung erlangen.

## Auszeichnungen
- 2019: Hiphop.de Award für das beste Video national für 216 (Regie: Breitband)[10]
- 2019: Hiphop.de Award für den besten Lyricist[10]
- 2022: Hiphop.de Award für das beste Album national für Mann beißt Hund[11]
- 2022: Hiphop.de Award für besten Lyricist[11]
- 2022: Hiphop.de Award für die beste Line (auf dem Song Sandmann)
- 2023: Hiphop.de Award für den besten Song national für Tasche (mit Souly)[12]
- 2023: Hiphop.de Award für das beste Video national für Fieber (Regie: Felix Aaron & Studio 11:40)[12]

## Sonstiges
Im März 2023 veranstaltete das Literaturforum im Brecht-Haus in Zusammenarbeit mit der Universität Bamberg die Tagung „Gebt OG Keemo den Büchner-Preis!“, auf der Literaturwissenschaftler, Popmusikforscher, Journalisten und Rapper die literaturwissenschaftliche, poetische Dimension des Deutschrap beleuchteten.